# Сейед-Аббаси, Шамседдин
Сейид Шамседдин Сейед-Аббаси (перс. شمس الدین سید عباسی‎, 5 февраля 1943 — 16 марта 2004) — иранский борец вольного стиля, чемпион мира и Азиатских игр, призёр Олимпийских игр.

## Биография
Родился в 1943 году под Тегераном. В 1968 году стал бронзовым призёром Олимпийских игр в Мехико. В 1969 году завоевал серебряную медаль чемпионата мира. В 1970 году стал чемпионом мира и Азиатских игр. В 1971 году вновь стал серебряным призёром чемпионата мира. В 1972 году принял участие в Олимпийских играх в Мюнхене, но занял там лишь 5-е место.